# Adolf Menzel

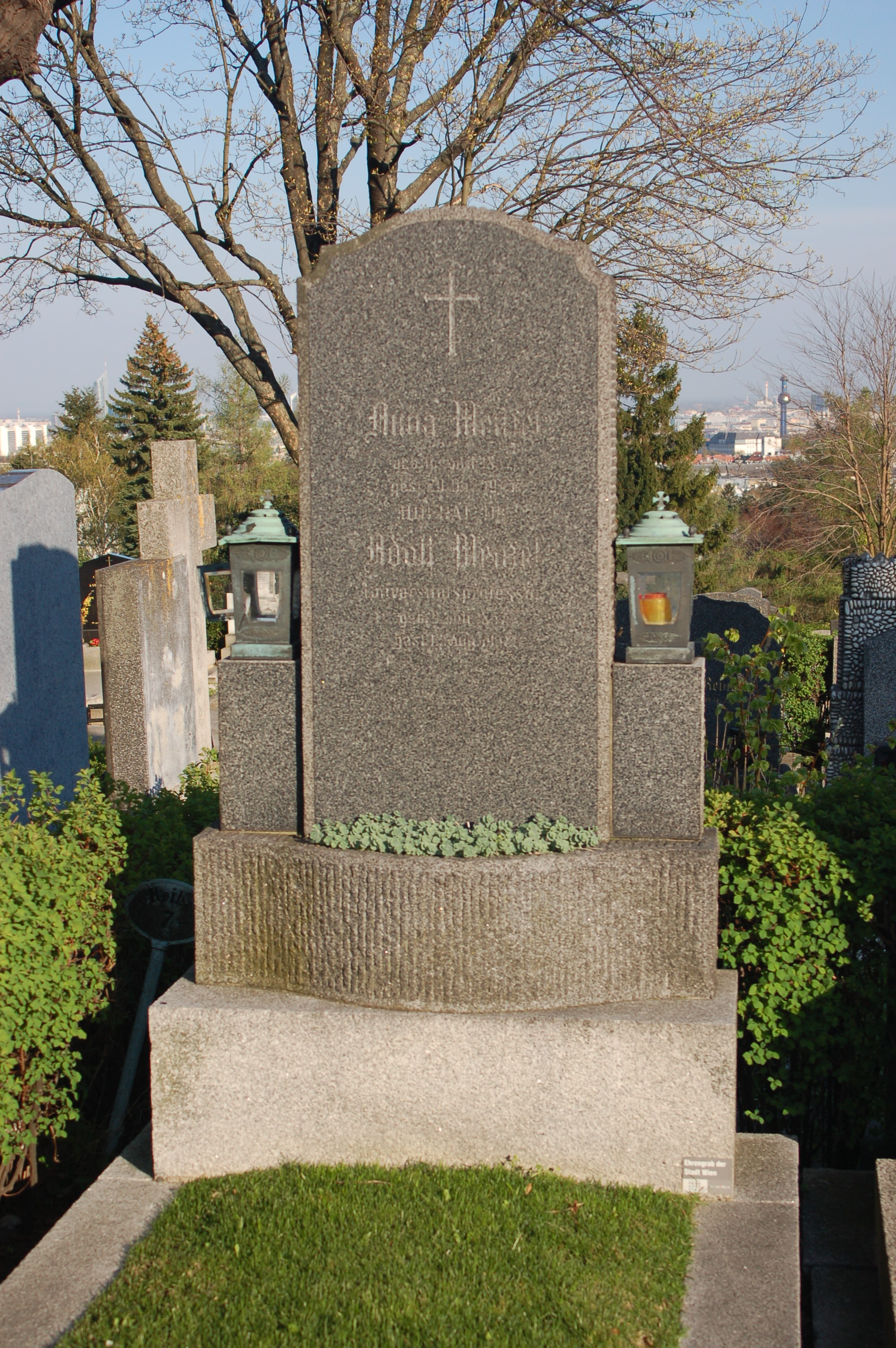
Grabstätte auf dem Sieveringer Friedhof

Adolf Menzel (* 9. Juli 1857 in Reichenberg; † 12. August 1938 in Wien) war ein österreichischer Rechts- und Staatswissenschaftler.
Adolf Menzel war Universitätsprofessor an der Universität Wien. Im Jahr 1915 war er Rektor der Universität Wien. Er war Vizepräsident des österreichischen Verfassungsgerichtshofs. 1925 wurde er zum wirklichen Mitglied der Akademie der Wissenschaften in Wien gewählt. Bestattet wurde Menzel in einem Ehrengrab auf dem Sieveringer Friedhof (Gruppe 19, Reihe 7, Nummer 1). 

## Publikationen
- Begriff und Wesen des Staates. In: Handbuch der Politik. Berlin / Leipzig 1914 (Mitherausgeber).
- Kallikles. Eine Studie zur Geschichte der Lehre vom Recht des Stärkeren. Wien 1922.
- Umwelt und Persönlichkeit in der Staatslehre. Wien 1926.
- Friedrich Wieser als Soziologe. Wien 1927.
- Beiträge zur Geschichte der Staatslehre. Wien 1929.
- Goethe und die griechische Philosophie. Wien / Leipzig 1932.
- P. J. Proudhon als Soziologe. In: Festschrift für Carl Grünberg. Zum 70. Geburtstag. Leipzig 1932, S. 312–342.
- Der Staatsgedanke des Faschismus. Eine geistesgeschichtliche Untersuchung. Wien / Leipzig 1935.
- Griechische Soziologie. Wien / Leipzig 1936.
- Hellenika. Kleine Schriften. Baden bei Wien 1938.
- Grundriss der Soziologie. Baden bei Wien 1938.